# 相川 (名古屋市)
- 日本 > 愛知県 > 名古屋市 > 緑区 > 相川
- 日本 > 愛知県 > 名古屋市 > 天白区 > 相川

相川（あいかわ）は、愛知県名古屋市緑区と天白区にある町名。現行行政地名は相川一丁目から相川三丁目。住居表示未実施。

## 地理
名古屋市天白区の南西部、緑区の北部に位置し、東は緑区ほら貝、西は天白区野並、南は緑区鳴子町・鳴海町、北は天白区天白町大字野並に接する。

## 歴史

### 町名の由来
字相生（または相生山）および字藤川から各1字ずつをとったもの。

### 沿革
- 1977年（昭和52年）3月20日 - 緑区鳴海町・鳴子町の各一部より、同区相川三丁目が成立[1]。
- 1980年（昭和55年）6月15日 - 
  - 緑区鳴海町・鳴子町および天白区天白町大字野並の各一部より、緑区相川一〜二丁目が成立。緑区鳴海町・天白区天白町大字野並の各一部を緑区相川三丁目へ編入[1]。
  - 天白区天白町大字野並・緑区鳴海町の各一部より、天白区相川一〜二丁目が成立[3]。
- 1986年（昭和61年）7月27日 - 緑区鳴海町の一部を同区相川三丁目へ編入[1]。
- 1989年（平成元年）2月13日 - 緑区鳴海町の一部を同区相川一丁目へ編入[1]。

## 世帯数と人口
2019年（平成31年）1月1日現在の世帯数と人口は以下の通りである。
| 区     | 丁目       | 世帯数  | 人口    |
| ------ | ---------- | ------- | ------- |
| 緑区   | 相川一丁目 | 250世帯 | 601人   |
| 緑区   | 相川二丁目 | 243世帯 | 495人   |
| 緑区   | 相川三丁目 | 298世帯 | 804人   |
| 緑区   | 緑区 計    | 791世帯 | 1,900人 |
|        |            |         |         |
| 天白区 | 相川一丁目 | 134世帯 | 235人   |
| 天白区 | 相川二丁目 | 74世帯  | 159人   |
| 天白区 | 天白区 計  | 208世帯 | 394人   |
|        |            |         |         |
| 計     | 計         | 999世帯 | 2,294人 |

## 学区
市立小・中学校に通う場合、学校等は以下の通りとなる。また、公立高等学校に通う場合の学区は以下の通りとなる。なお、小・中学校は学校選択制度を導入しておらず、番毎で各学校に指定されている。
| 区     | 丁目       | 小学校                                    | 中学校                                      | 高等学校 |
| ------ | ---------- | ----------------------------------------- | ------------------------------------------- | -------- |
| 緑区   | 相川一丁目 | 名古屋市立鳴子小学校                      | 名古屋市立鳴子台中学校                      | 尾張学区 |
| 緑区   | 相川二丁目 | 名古屋市立戸笠小学校                      | 名古屋市立神沢中学校                        | 尾張学区 |
| 緑区   | 相川三丁目 | 名古屋市立戸笠小学校                      | 名古屋市立神沢中学校                        | 尾張学区 |
| 天白区 | 相川一丁目 | 名古屋市立野並小学校 名古屋市立相生小学校 | 名古屋市立南天白中学校 名古屋市立久方中学校 | 尾張学区 |
| 天白区 | 相川二丁目 | 名古屋市立相生小学校                      | 名古屋市立久方中学校                        | 尾張学区 |

## 交通

### 鉄道
- 名古屋市営地下鉄

 桜通線 鳴子北駅（天白区相川一丁目）・相生山駅（緑区相川三丁目）

### バス
- 名古屋市営バス（名古屋市交通局）
  - 鳴子北バスターミナル（天白区相川一丁目）

### 道路
- 名古屋市道東海橋線（東海通）

## 施設

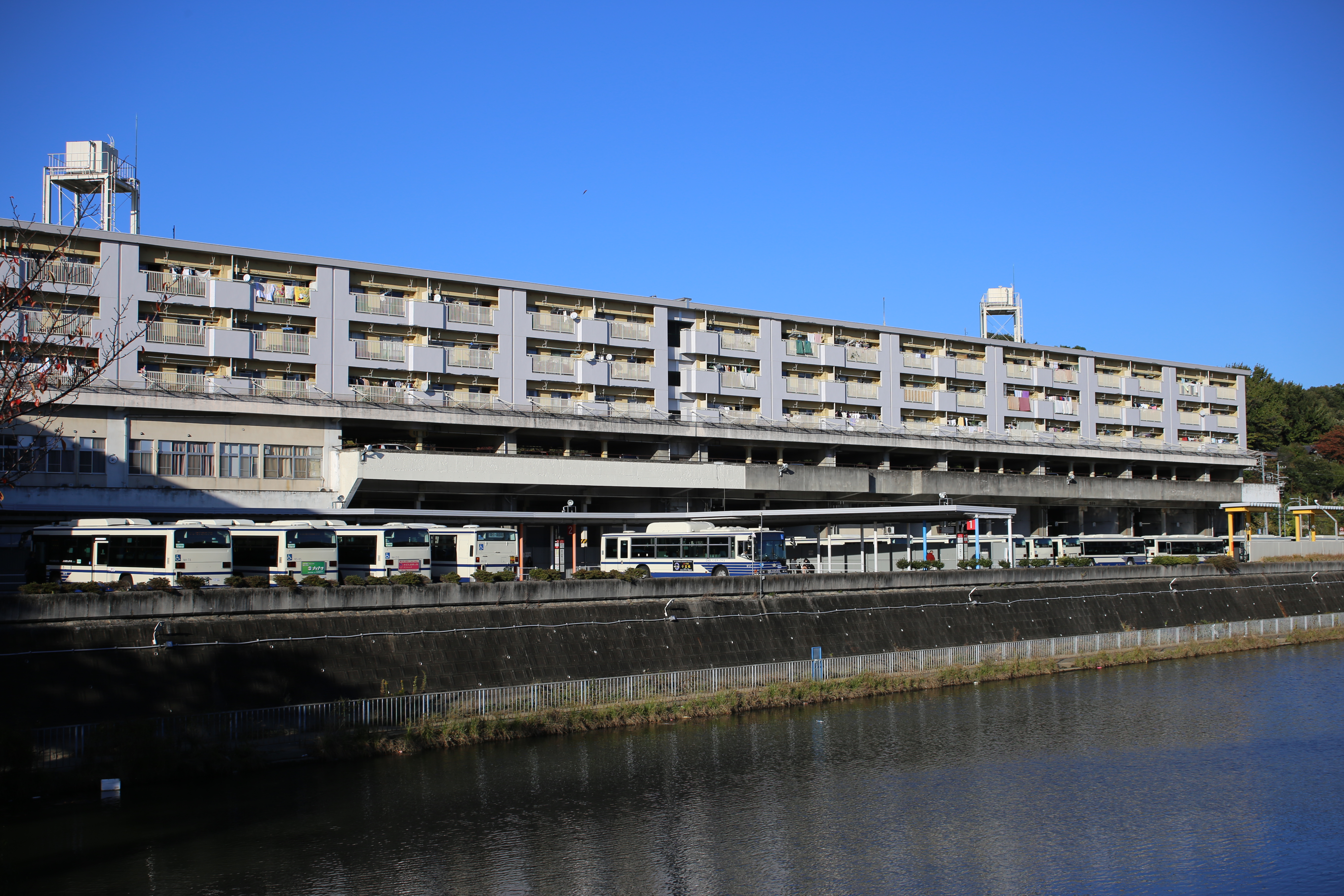
名古屋市営バス野並営業所（天白区相川一丁目）
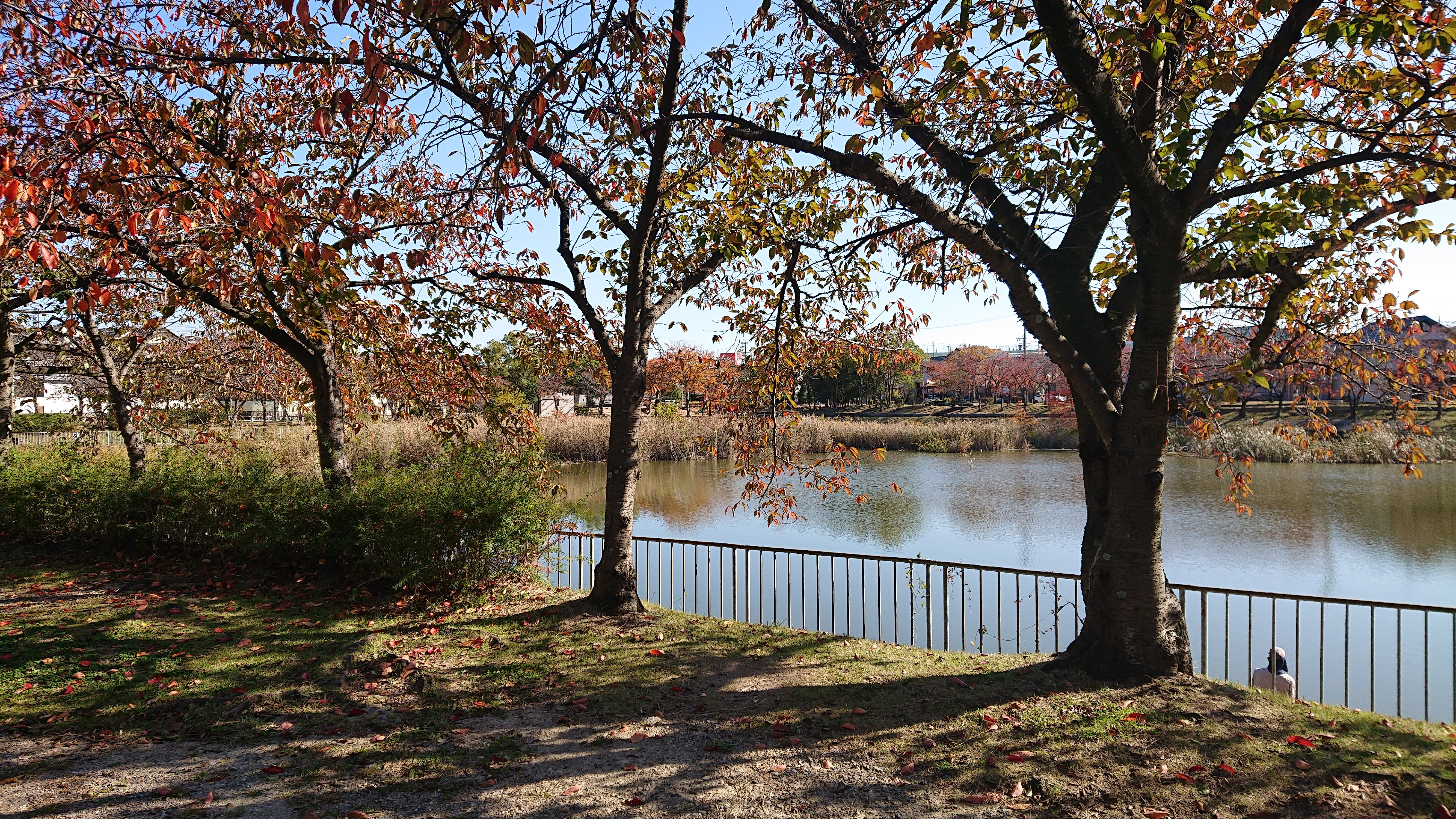
相川第一公園（緑区相川一丁目）
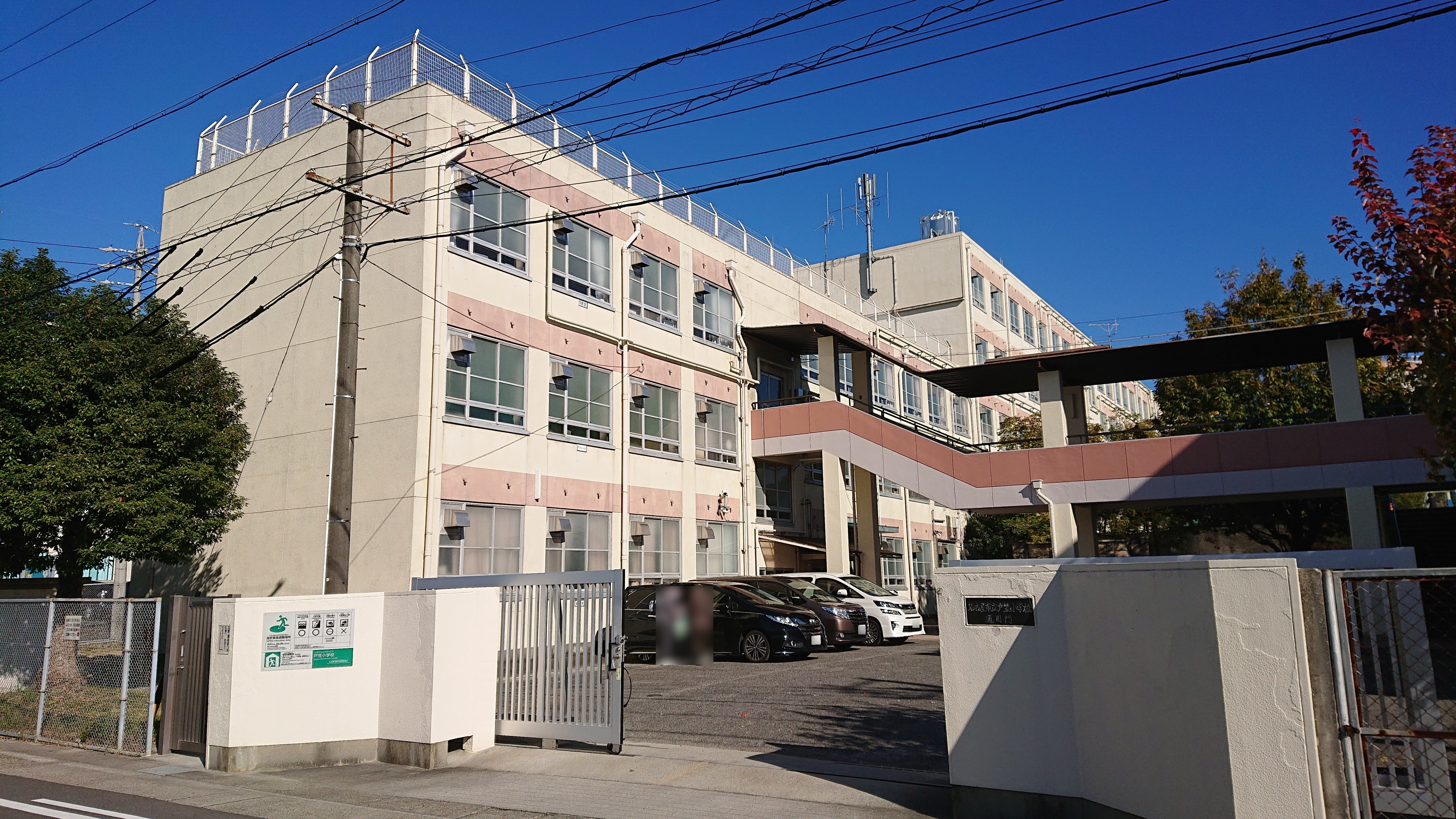
戸笠小学校

1978年（昭和53年）1月28日供用開始。
- あいかわ保育園（緑区相川一丁目）
- 名古屋市立戸笠小学校（緑区相川三丁目）
- 相川第二公園（緑区相川二丁目）

1978年（昭和53年）1月28日供用開始。
- 螺貝公園（緑区相川三丁目）

1987年（昭和62年）10月1日供用開始。
- 戸笠コミュニティセンター（緑区相川三丁目）
- 名古屋市営バス野並営業所（天白区相川一丁目）

- 名古屋市営バス野並営業所
- 螺貝公園
- 戸笠小学校

## その他

### 日本郵便
- 集配担当する郵便局は以下の通りである[WEB 10]。

| 区     | 町丁 | 郵便番号 | 郵便局     |
| ------ | ---- | -------- | ---------- |
| 緑区   | 相川 | 458-0011 | 緑郵便局   |
| 天白区 | 相川 | 468-0836 | 天白郵便局 |

### WEB
1. 1 2  “町・丁目(大字)別、年齢(10歳階級)別公簿人口(全市・区別)”.   名古屋市 (2019年1月23日). 2019年1月23日閲覧。
2. 1 2 3  “郵便番号”.  日本郵便. 2019年2月10日閲覧。
3. ↑  “郵便番号”.  日本郵便. 2019年2月10日閲覧。
4. ↑  “市外局番の一覧”.   総務省. 2019年1月6日閲覧。
5. ↑  “緑区の町名一覧”.   名古屋市 (2015年10月21日). 2019年2月10日閲覧。
6. ↑  “天白区の町名一覧”.   名古屋市 (2015年10月21日). 2019年2月10日閲覧。
7. ↑  “市立小・中学校の通学区域一覧”.   名古屋市 (2018年11月10日). 2019年1月14日閲覧。
8. ↑  “平成29年度以降の愛知県公立高等学校（全日制課程）入学者選抜における通学区域並びに群及びグループ分け案について”.   愛知県教育委員会 (2015年2月16日). 2019年1月14日閲覧。
9. 1 2 3  “都市公園の名称、位置及び区域並びに供用開始の期日” (2019年5月1日). 2019年11月3日閲覧。
10. ↑  郵便番号簿 平成29年度版 - 日本郵便. 2019年01月06日閲覧 (PDF)

### 書籍
1. 1 2 3 4 5  名古屋市計画局 1992, p. 863.
2. ↑  名古屋市計画局 1992, p. 630.
3. ↑  名古屋市計画局 1992, p. 872.